# 6093 Makoto
6093 Makoto è un asteroide della fascia principale. Scoperto nel 1990, presenta un'orbita caratterizzata da un semiasse maggiore pari a 2,4799297 UA e da un'eccentricità di 0,1349514, inclinata di 6,23644° rispetto all'eclittica.